# Triochrieczje (obwód amurski)
Triochrieczje (ros. Трёхречье) – wieś (ros. seło) w południowo-wschodniej Rosji, terytorialnie i administracyjnie należąca do rejonu buriejskiego, w obwodzie amurskim. 
Według danych statystycznych z 2016 roku wieś Trechreczije zamieszkiwało 36 mieszkańców. 